# Xestoleberis nitida
Xestoleberis nitida is een mosselkreeftjessoort uit de familie van de Xestoleberididae. De wetenschappelijke naam van de soort is voor het eerst geldig gepubliceerd in 1853 door Liljeborg.